# 彼女が夫だった頃
『彼女が夫だった頃』（ 英：She's a Boy I Knew ）は、2007年に製作されたカナダのドキュメンタリー映画。
2009年 (第4回)関西 Queer Film Festival(1月24日) にて日本で初上映された。(予告編)

## キャスト
- グウェン・ハワース
- マルゴシア・ラウイッツ
- コリン・ハワース
- キム・ハワース

## 受賞
- バンクーバー国際映画祭 最人気カナダ映画観客賞、映画とテレビの女性芸術功労賞
- モントリオール国際LGBT映画祭(The Montreal International LGBT Film Festival) ドキュメンタリー観客賞
- オンタリオ・クィア映画祭 最優秀観客賞